# Domenico Cresti

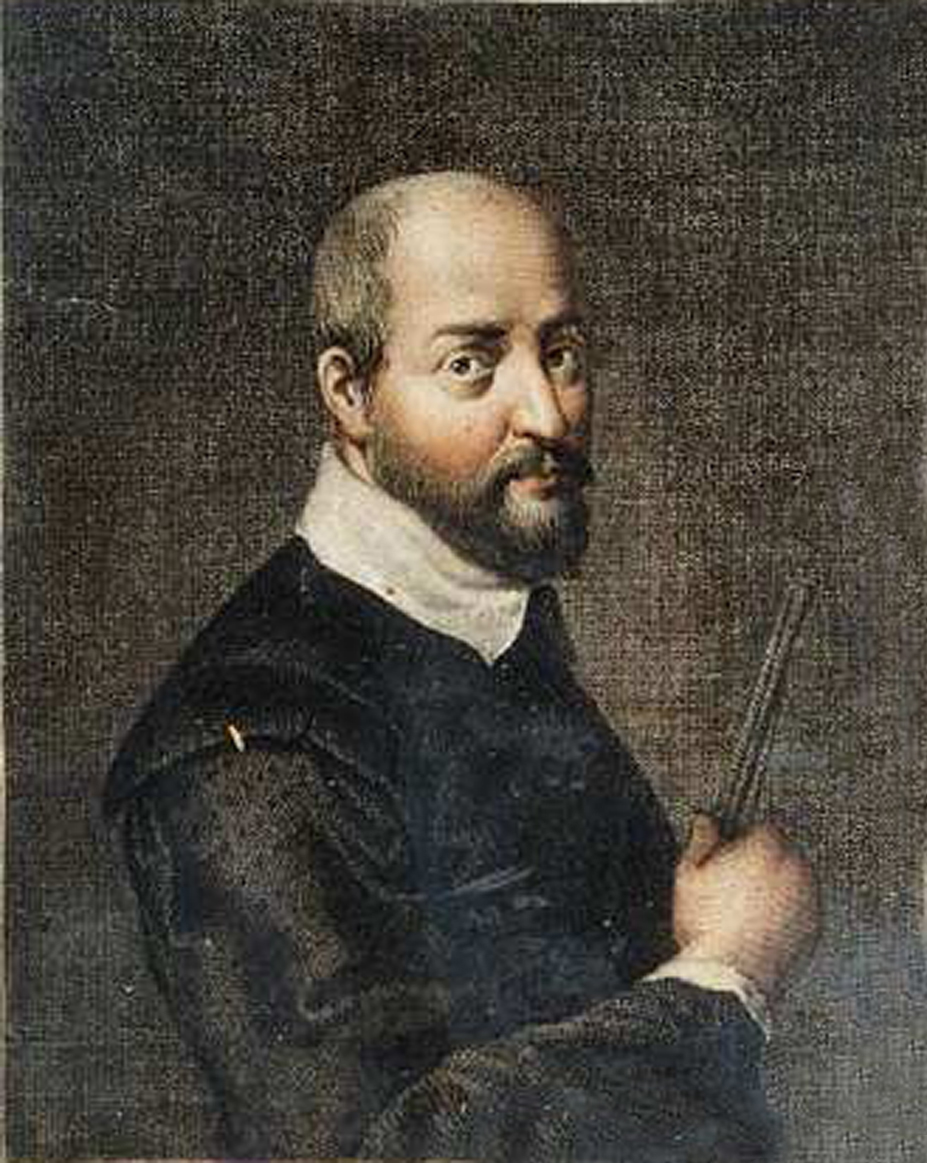
Domenico Cresti, portret door Carlo Lasinio naar Giovanni Domenico Campiglia.

Domenico Cresti (Tavarnelle Val di Pesa, 1559 – Florence, 17 mei 1638)), ook Il Passignano of Domenico Passignano genoemd,  was een Italiaanse kunstschilder uit de laat-maniëristische periode.

## Biografische elementen
Domenico, de zoon van Michele werd geboren in Passignano, een gehucht van Tavarnelle Val di Pesa, op zijn beurt een deelgemeente van Florence. Zijn bijnaam is afgeleid van zijn geboorteplaats.

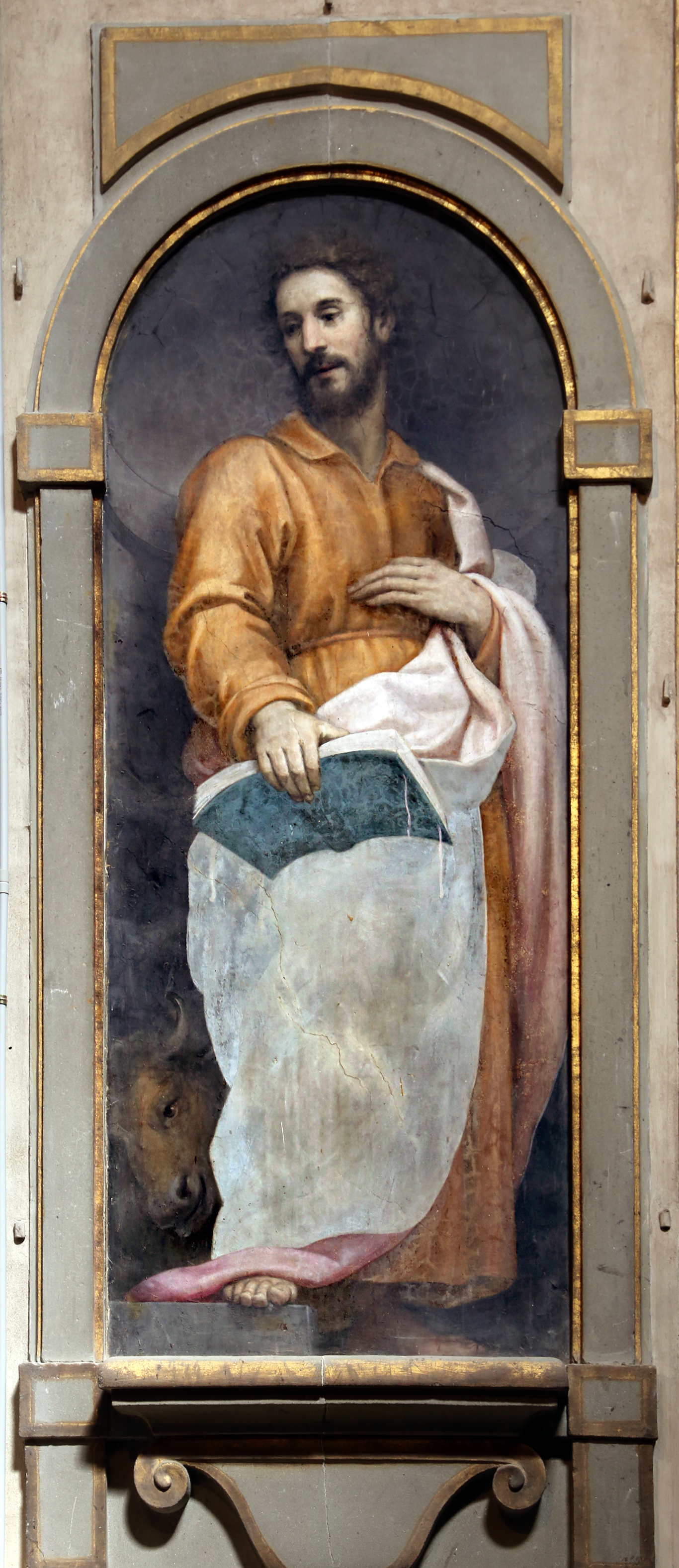
Lucas de evangelist, 1601, Abdijkerk San Michele Arcangelo, Passignano

## Opleiding
Hij kreeg zijn eerste opleiding bij Girolamo Macchietti en Giovanni Battista Naldini in Florence, beiden exponenten van de maniëristische stijl van Giorgio Vasari.  Tussen 1575 en 1579 werkte hij onder leiding van Federico Zuccari aan het afwerken van de fresco’s in de koepel van de Santa Maria del Fiore, die onafgewerkt gebleven waren na het overlijden van Vasari.

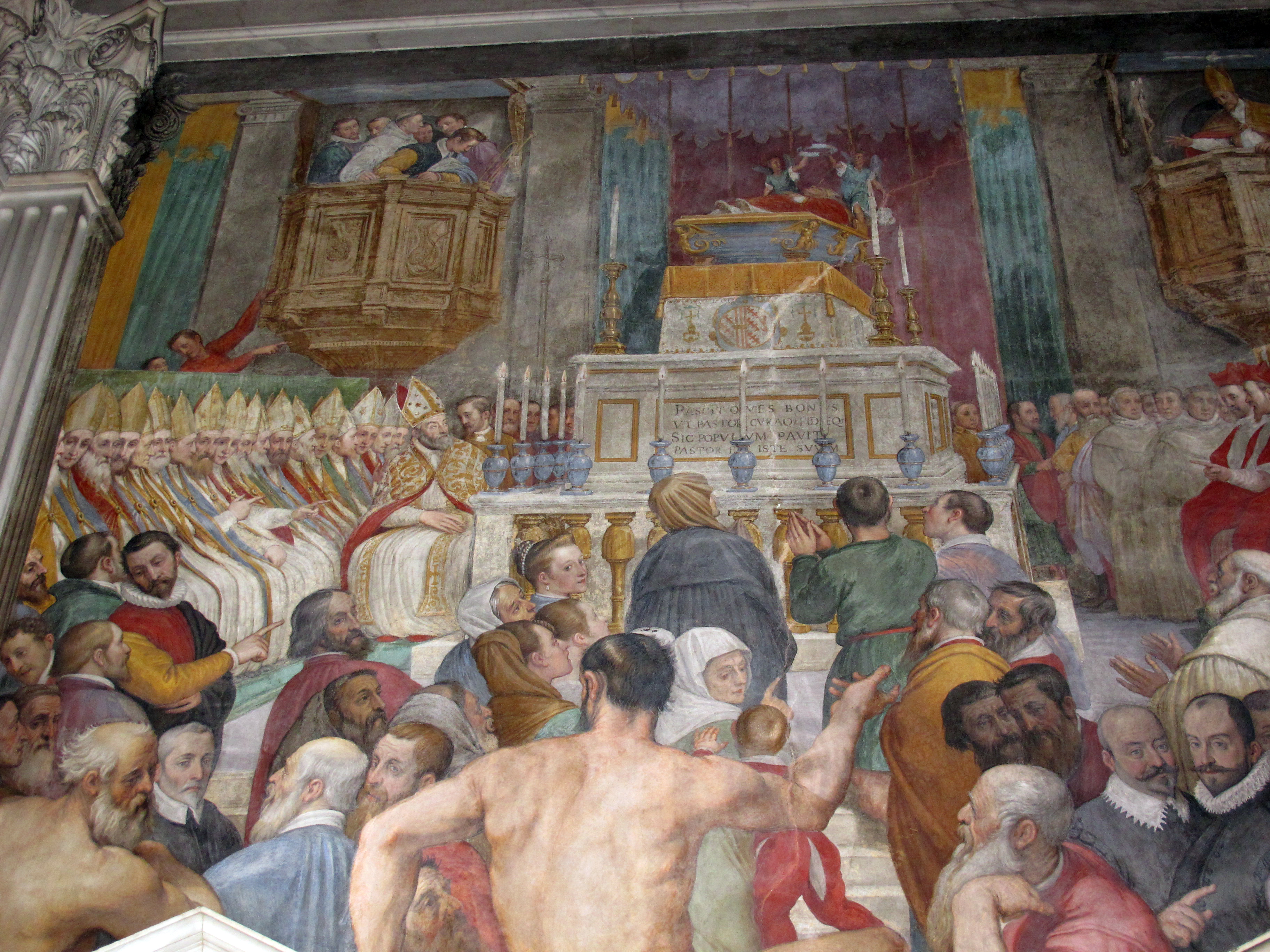
Begrafenis van Antonius, Cappella Salviati in de San Marco, Florence

## Carrière

### Rome en Venetië
In 1580 volgde hij Zuccari naar Rome op uitnodiging van paus Gregorius XIII. In november 1582 raakte hij betrokken in het proces dat was aangespannen tegen zijn meester omwille van het zogenaamde decadente werk Porta Virtutis en werd samen met hem verbannen uit Rome. Hij volgde Zuccari naar Venetië, waar hij tussen 1582 en 1589 verbleef.
Deze Venetiaanse periode is fundamenteel voor de vorming van zijn stijl, gebaseerd op de Toscaanse tekencultuur uitgebreid met de in Rome opgedane ervaring met het late maniërisme. Hij schilderde met een intense chromatiek en een atmosferisch gevoel dat typisch was voor de late zestiende eeuw in Venetië, bekend van het werk van Titiaan, Tintoretto, Palma il Giovane en Paolo Veronese. Zijn inspanningen om de “Venetiaanse kleur” toe te passen op zijn Toscaanse ontwerpen resulteerden in de belangrijkste vernieuwingen in de Florentijnse schilderkunst van het einde van de zestiende eeuw.

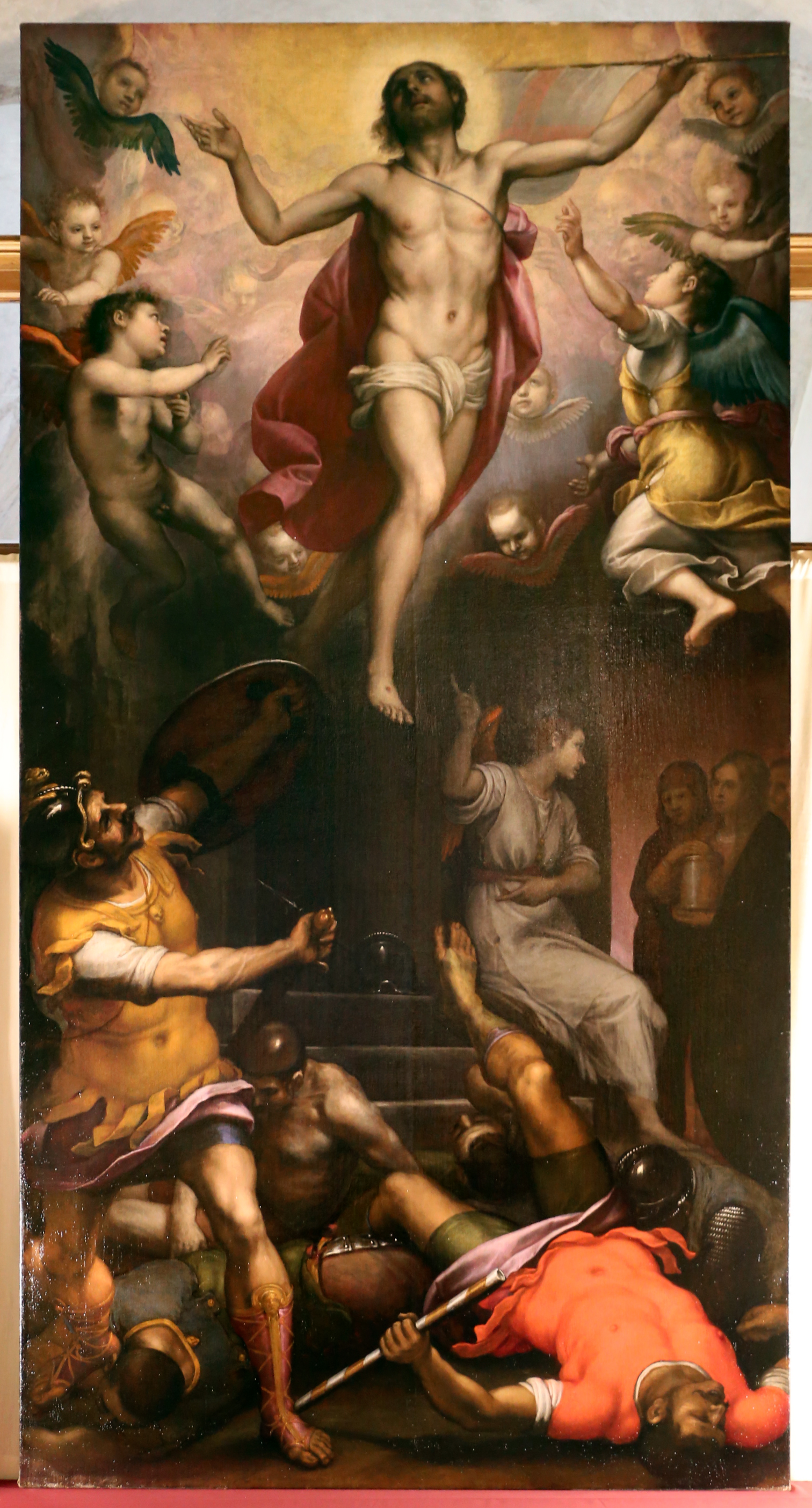
Verrijzenis van Christus, Santissima Annunziata, Florence

### Florence 1589-1602
In 1589 keerde Cresti terug naar Florence en nam hij deel aan de decoratie van de stad voor het huwelijk van Ferdinando I de' Medici met Christine van Lotharingen op 3 mei 1589. Datzelfde jaar werd hij lid van de Accademia del disegno. Hij bekleedde er administratieve functies: in 1596 was hij voorzitter en in 1598 gaf hij les aan jonge kunstenaars. Hij kreeg samen met Santi di Tito bijzondere opdrachten in die jaren, vooral van religieuze aard, en dat leidde tot een uitzonderlijke activiteit die voortduurde tot aan de dood van de kunstenaar. Zijn atelier was een van de meest succesvolle in Florence aan het einde van de zestiende en in het begin van de zeventiende eeuw. Onder de schilders die hij vormde zijn onder meer: Alessandro Tiarini, Anastagio Fontebuoni, Fabrizio Boschi, Pietro Sorri, Ottavio Vannini, Mario Balassi, Nicodemo Ferrucci, Bartolomeo Salvestrini en Simone Pignoni. 
Onder de talrijke werken die in het laatste decennium van de zestiende eeuw werden uitgevoerd zijn onder meer de fresco's in de Cappella di San Giovanni Gualberto in de kerk van de Santa Trinita (1593-1594), het gewelf van het priesterkoor in de Dom van Lucca, de Prediking van Johannes de Doper in de San Michelino Visdomini, het Mirakel van San Vincenzo Ferrer (gesigneerd en gedateerd 1593), de Val van het manna in de San Marco, de Nederdaling van de Heilige Geest (1596) in de Santa Maria Maggiore en het Toevertrouwen van de sleutels aan Petrus in de San Francesco in Pisa. Voor de Medici schilderde hij in die periode twee panelen: Cosimo I sticht de orde van San Stefano en de Senaat kiest Cosimo I tot groothertog van Florence bestemd voor de Salone dei Cinquecento in het Palazzo Vecchio. In 1599 kreeg hij van Ferdinando I de' Medici de opdracht voor het decoreren van de Medici villa in Artimino waar hij onder meer de Bagnanti a San Niccolò schilderde en hij maakte een clair-obscur voor de versiering van de San Lorenzo bij de dood van Filips II van Spanje, nu in het Uffizi.

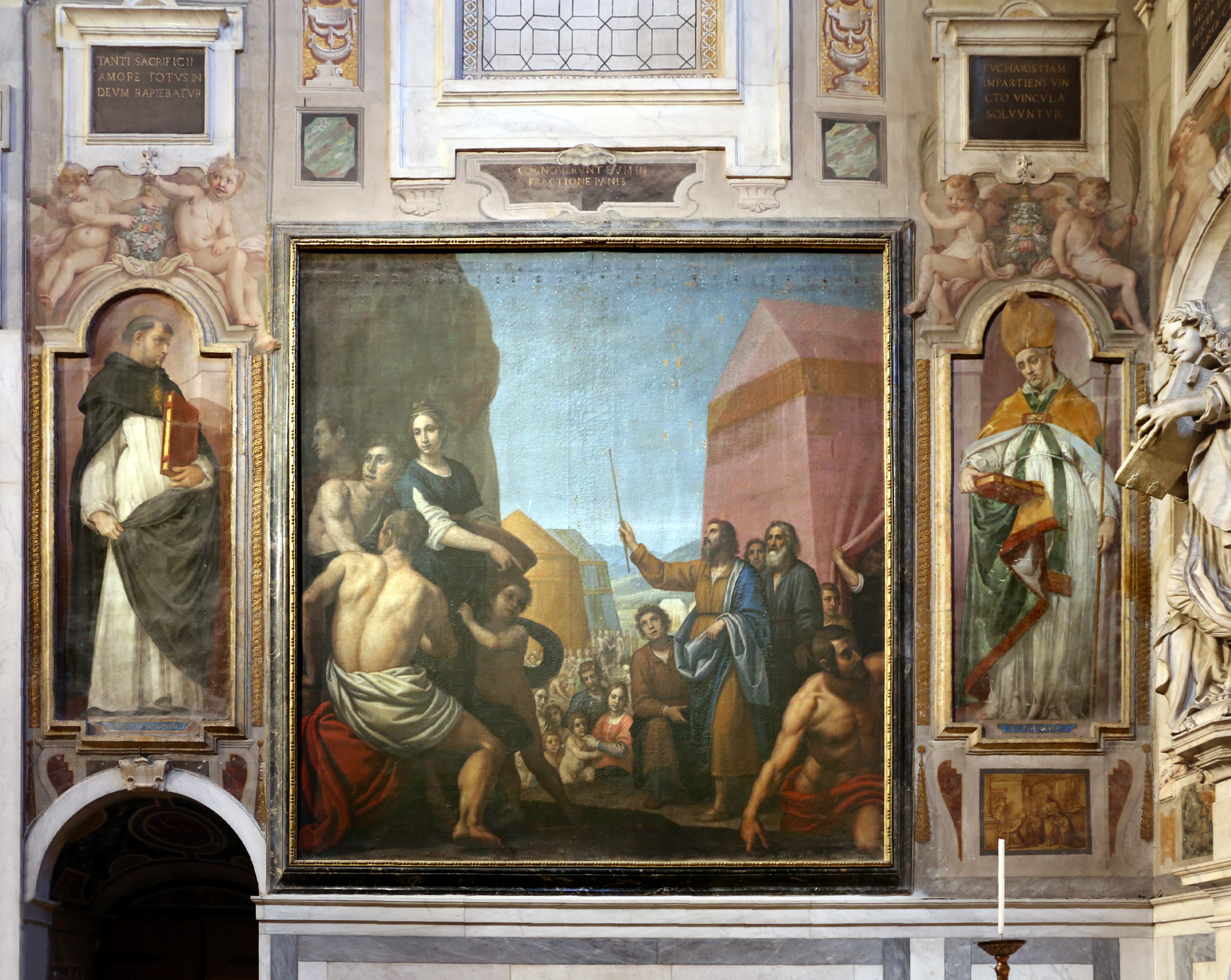
Val van het manna, Cappella Serragli in de San Marco, Florence

Aan het begin van de 17e eeuw raakte Domenico sterk onder de invloed van de succesvolle Florentijnse schilders van die tijd zoals Iacopo da Empoli en in het bijzonder van Ludovico Cigoli, de modernste schilder van die periode. Diens invloed is duidelijk zichtbaar in de Marteldood van Stefanus geschilderd voor de Santo Spirito in 1602, gebaseerd op de beroemde compositie van Cigoli uit 1597 over hetzelfde onderwerp. De reputatie van Domenico Cresti was enorm gegroeid, hij was bekend tot in Rome toe, vanwaar ook talrijke opdrachten binnenkwamen. 

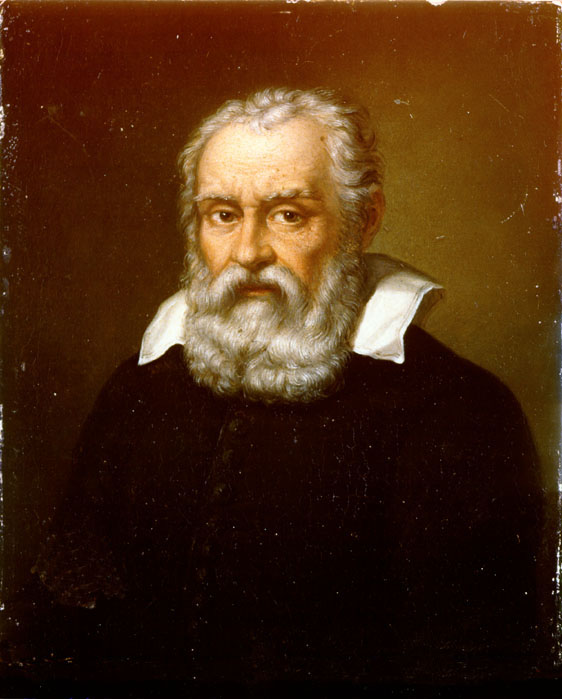
Portret van Galileo Galilei

In 1599 schilderde hij een afbeelding van  Hiëronymus die leiding geeft bij de bouw van een klooster voor de San Giovanni dei Fiorentini in Rome, waarvoor ook Santi di Tito en Ludovico Cigoli een werk leverden. Hij stuurde ook een werk met de Doop van de heilige Prisca naar de opdrachtgever Vincenzo Giustiniani in Rome, voor plaatsing in de aan haar gewijde kerk op de Aventijn. Verder kreeg hij opdrachten uit heel Toscane en ver daarbuiten. Zo realiseerde hij onder meer een Madonna met heiligen voor de San Mercuriale van Forlì, de Doornenkroning voor de Certosa di Pavia en de decoratie van de kapel van de aartsengel Michaël in de abdij gewijd aan hem in Passignano, de geboortestad van Domenico. In 1602 werkte hij van juli tot november aan de frescoversiering van de dom van Pistoia, een minder gelukkig werk, sterk beïnvloed door de leerlingen die er aan meewerkten. Maar datzelfde jaar creëerde hij enkele van zijn meesterwerken, onder andere een gesigneerde en gedateerde Geboorte van de Maagd voor de kerk van Impruneta. Verder schilderde hij ook de Aanstelling van de heilige Manetto tot overste van de Servieten van Maria en een Begrafenis van de heilige Sebastianus, nu in het Museo di Capodimonte in Napels, een subtiele en diepgaande interpretatie van het piëta-thema (moeder die treurt over het dode lichaam van haar zoon). 

### Rome 1602–1616
Nog steeds in 1602 ontving hij van Paus Clemens VIII een van de meest prestigieuze opdrachten in zijn carrière: een altaarstuk voor de Sint-Pietersbasiliek, om te plaatsen tegen een van de pilaren onder de koepel. Drie van zijn Toscaanse collega’s, Cristoforo Roncalli, Francesco Vanni en Ludovico Cigoli, kregen de opdracht voor de drie andere altaren. Domenico moest de Kruisiging van Petrus schilderen. Eind 1602 verbleef hij in Rome voor uitvoering van dit werk. Het schilderen gebeurde op paneel en door vochtigheidsproblemen waren de werken al in de loop van de zeventiende eeuw zwaar beschadigd en werden ze vervangen. Er zijn slechts fragmenten bewaard gebleven, maar uit de ontwerptekeningen blijkt het een vrij verouderde maniëristische compositie te zijn, die niettemin door de paus gewaardeerd werd en goed gehonoreerd met een bedrag van 1000 scudi en de aanstelling tot Cavaliere di Cristo. 

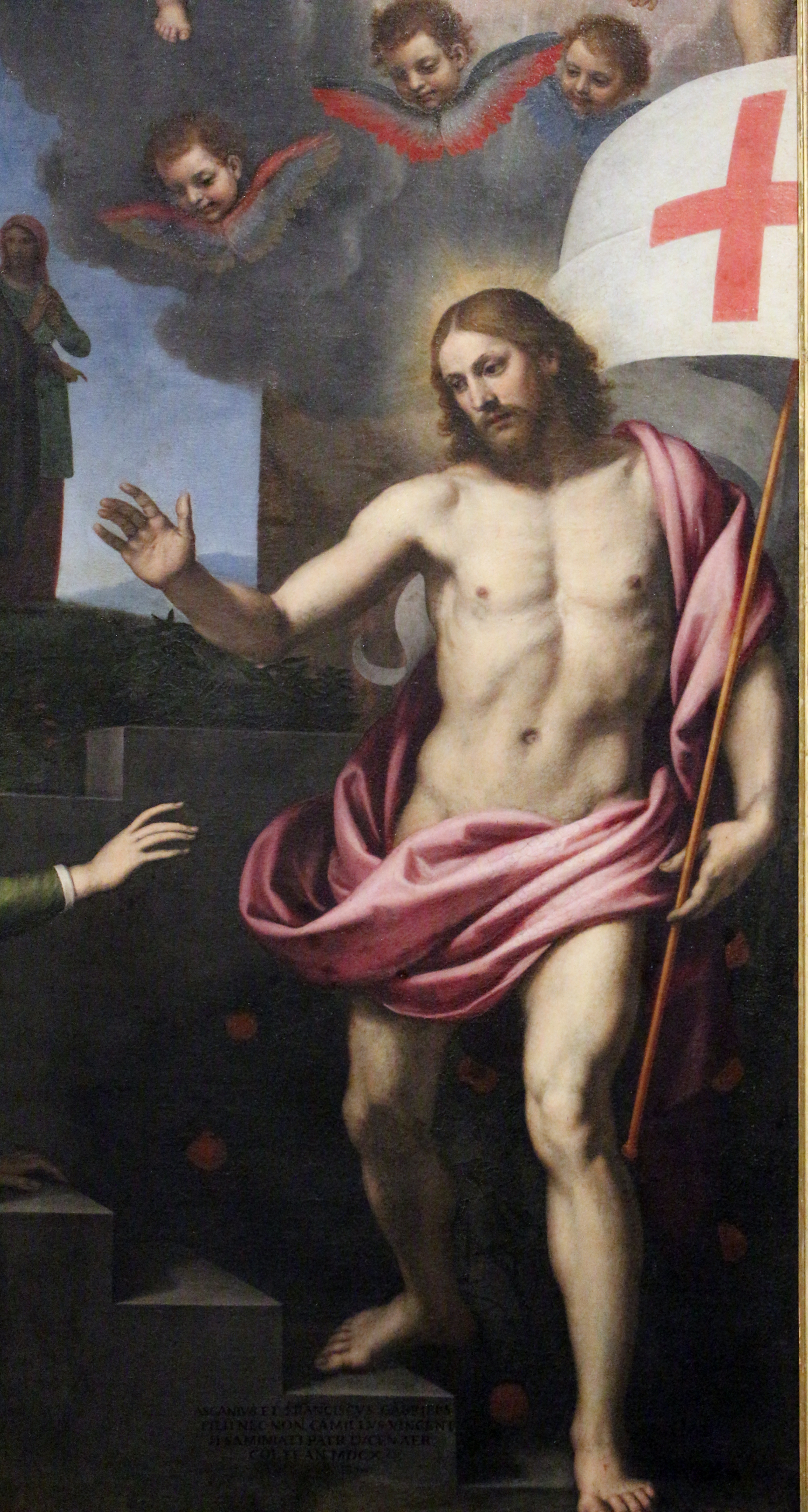
Noli me tangere, na 1616, San Francesco, Lucca

Van 1604 tot 1614 was Domenico bezig met een opdracht van Maffeo Barberini voor de decoratie van de familiekapel in de kerk van Sant'Andrea della Valle in Rome. Hij was hier niet alleen decorateur, maar leidde de werken. Hij vestigde zich toen in Rome en zou er blijven tot 1616. Dit werk is een van de meest succesvolle creaties van Domenico. Zelf schilderde hij een Maria-Tenhemelopneming, een Geboorte van de Maagd, een Maria-Visitatie, een Annunciatie en de Opdracht van Maria in de tempel, de vier Profeten, de Kardinale deugden en God de Vader. Barberini werd in 1623 gekozen tot Paus en nam de naam Urbanus VIII aan; hij zou Cresti opdrachten blijven toewijzen. Omstreeks 1605 werd hij door groothertog Ferdinando de 'Medici samen met Cigoli naar Florence uitgenodigd om samen met Cristofani Allori een aantal plafonds in het Palazzo Pitti te decoreren, maar in 1608 was hij al terug in Rome voor een opdracht van paus Paulus V voor decoratie in de Santa Maria Maggiore. Hij was met deze opdracht bezig tot 1610, waarna hij zijn werk aan de San Andrea della Valle hernam. Tegelijkertijd schilderde hij werken voor talrijke Romeinse kerken. In de laatste jaren van zijn verblijf in Rome bracht hij decoraties aan in villa’s van prelaten en edelen bij de poorten van de stad. 
In 1614 schilderde hij een afbeelding met Michelangelo als bijdrage aan een cyclus die opgezet was door Michelangelo Buonarroti il Giovane, de zoon van Michelangelo, om zijn vader te eren. Hij schilderde een tafereel waarbij Michelangelo een model van de Sint-Pietersbasiliek overhandigt aan paus Pius IV. Hij schilderde ook portretten van Galileo en Michelangelo.

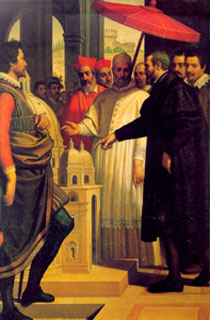
Michelangelo overhandigt het model van de Sint-Pietersbasiliek aan paus Pius IV, 1614, Casa Buonarroti, Florence

### Florence na 1616
In 1616 keerde Cresti terug naar Florence. Hij zou later nog bijdragen aan de versiering van het Palais du Luxembourg in Parijs door een grote groep van Florentijnse schilders in opdracht van Maria de' Medici, echtgenote van Hendrik IV van Frankrijk. Hij zou de Inscheping van Maria de’ Medici in Livorno geschilderd hebben omstreeks 1628. 

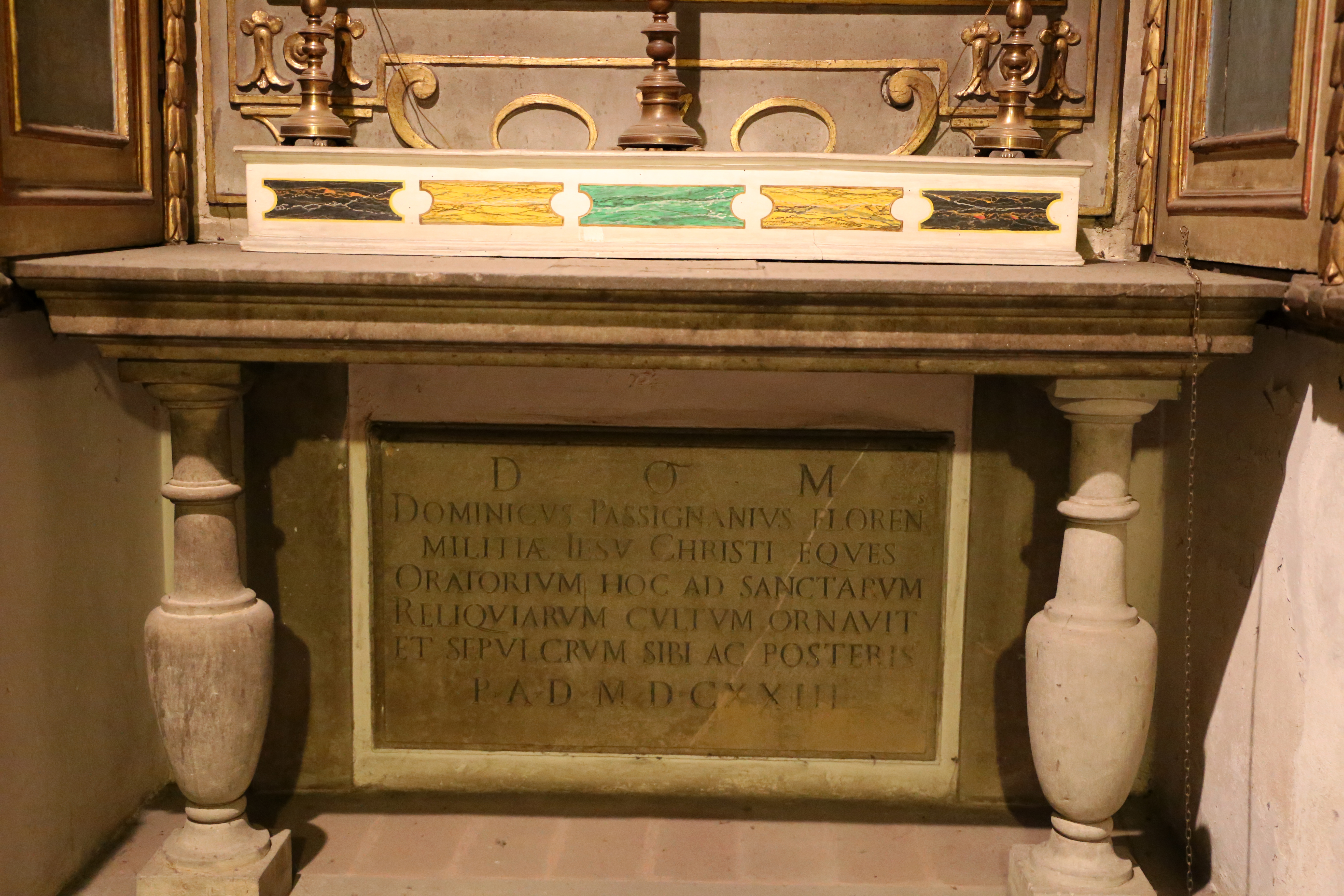
Kapel van de relikwieën in de Santissima Annunziata, Florence

De talrijke werken die Cresti in de laatste jaren schilderde voor de kerken van de stad Florence en op het Toscaanse platteland tonen geen grote vernieuwingen meer, noch in stijl, noch in compositie. Rond 1622 vervaardigde hij een altaarstuk met de Madonna met heiligen en de decoratie van de kapel van de relikwieën in de Santissima Annunziata, die hij uitgekozen had om er te worden begraven. In zijn laatste jaren werd hij een charismatische figuur in Florence, een exponent van de oude traditie. Hij had de leiding aan de Accademia del disegno, waar hij tot zijn dood actief was met advies bij de aankoop van schilderijen of jonge schilders aanbeval, waarbij hij zijn grote kundigheid als kunstenaar en kunstkenner toonde. 
Cresti had een zoon, Tomasso, van wie weinig of niets bekend is buiten het feit dat uit documenten kan afgeleid worden dat hij ook schilder was en samenwerkte met zijn vader. 
- Biblioteca Nacional de España: XX1061995
- Bibliothèque nationale de France: cb16528285z (data)
- Stuttgart Database of Scientific Illustrators 1450–1950: 9348
- Gemeinsame Normdatei: 122340566
- International Standard Name Identifier: 0000 0000 6634 208X
- KulturNav: 7f18c87a-0e2c-46f8-9b87-65eefee510bf
- Library of Congress Control Number: nr91028715
- National Gallery of Victoria: 11338
- Nationale Bibliotheek van Israël: 987007442532705171
- Nationale Bibliotheek van Polen: a0000002677021
- RKD-Nederlands Instituut voor Kunstgeschiedenis: 62027
- Système universitaire de documentation: 174776160
- Union List of Artist Names: 500013186
- Virtual International Authority File: 15649640
- WorldCat: E39PBJrRf4RBDMm46yrH6hCCwC